# 싸움독학
싸움독학은 웹툰 작가 박태준과 웹툰 작가 김정현이 같이 연재하는 일요 웹툰이다. 2019년 11월 16일에 첫 연재를 시작했다.

## 줄거리
학교에서 따돌림 당하는 유호빈은 어느 날 유튜브에 '싸움 독학'을 치려다가 실수로 영어로 검색하게 된다. 하지만 검색결과로 나온 동영상은 이상한 도장을 썸네일로 한 동영상이었다. 그 동영상은 어떤 닭의 모양 탈을 쓴 사람이 싸움을 알려주는 동영상이었고, 이것을 계기로 유호빈은 싸움을 독학하면서 '싸움 독학'이란 이름의 유튜브를 시작 하게 되었다. 그러면서 유호빈은 여러 사람들과 싸우면서 여러 갈등을 겪게 된다. 학교에서 따돌림 당하던 아이였던 유호빈이 싸움을 독학해 싸워 나가는 이야기이다. 현재는 223화로 완결이 난 상황이다.

## 관련 논문
- 권유리야, 〈현대의 미적 병리학 : 싸움, 숭고, 분노 – 웹툰 〈싸움 독학〉을 중심으로〉, 《문화와 융합》 45-3, 한국문화융합학회, 2023년